# Takahiro Futagawa
Takahiro Futagawa (* 27. červen 1980) je japonský fotbalista.

## Klubová kariéra
Hrával za Gamba Osaka.

## Reprezentační kariéra
Takahiro Futagawa odehrál za japonský národní tým v roce 2006 celkem 1 reprezentační utkání.

## Statistiky
| Japonsko | Japonsko | Japonsko |
| Roky     | Záp.     | Góly     |
| -------- | -------- | -------- |
| 2006     | 1        | 0        |
| Celkem   | 1        | 0        |